# Ettan 2021
La Ettan 2021 è stata la 16ª edizione del terzo livello del campionato di calcio svedese nel suo formato attuale, il secondo con la denominazione Ettan. La stagione è iniziata il 2 aprile e si è conclusa il 21 novembre 2021.

## Formula
Le 32 squadre partecipanti sono divise in due gironi da 16 squadre: il girone Norra (nord) e il girone Södra (sud). Le 16 squadre si affrontano in un girone di andata e ritorno, per un totale di 30 giornate.
Le prime classificate dei due gironi sono promosse in Superettan, mentre le due seconde classificate giocano uno spareggio promozione/retrocessione contro la terzultima e la quartultima classificata della Superettan.
Le ultime tre classificate di ciascun girone sono retrocesse direttamente in Division 2.
Eccezionalmente, in quest'edizione, le tredicesime classificate dei due gironi non disputano alcuno spareggio salvezza/promozione contro due squadre di Division 2, a causa del ritardo con cui la stessa Division 2 è iniziata per via di restrizioni legate alla pandemia di COVID-19.

## Norra

### Squadre partecipanti
| Club             | Città      | Stadio                   | Capienza |
| ---------------- | ---------- | ------------------------ | -------- |
| Assyriska        | Södertälje | Södertälje Fotbollsarena | 6.700    |
| Brommapojkarna   | Stoccolma  | Grimsta IP               | 5.000    |
| Dalkurd          | Uppsala    | Studenternas IP          | 10.000   |
| Gefle            | Gävle      | Gavlevallen              | 6.500    |
| Hammarby TFF     | Stoccolma  | Hammarby IP              | 3.700    |
| Hudiksvalls FF   | Hudiksvall | Glysis Sparbanken Arena  | 3.000    |
| IF Karlstad      | Karlstad   | Tingvalla IP             | 7.000    |
| IFK Haninge      | Haninge    | Torvalla IP              | 1.000    |
| IFK Luleå        | Luleå      | Nyabvallen               | 5.000    |
| Piteå IF         | Piteå      | LF Arena                 | 6.000    |
| Sandvikens IF    | Sandviken  | Jernvallen               | 7.000    |
| Sollentuna FK    | Sollentuna | Sollentunavallen         | 4.500    |
| Sylvia           | Norrköping | PlatinumCars Arena       | 17.000   |
| Täby FK          | Täby       | Tibblevallen             | 1.000    |
| Umeå FC          | Umeå       | Umeå Energi Arena        | 10.000   |
| Örebro Syrianska | Örebro     | Mellringe IP             | 1.500    |

### Classifica
|  | Pos. | Squadra          | Pt | G  | V  | N | P  | GF | GS | DR  |
|  | ---- | ---------------- | -- | -- | -- | - | -- | -- | -- | --- |
|  | 1.   | Brommapojkarna   | 74 | 30 | 23 | 5 | 2  | 68 | 18 | +50 |
|  | 2.   | Dalkurd          | 62 | 30 | 18 | 8 | 4  | 66 | 40 | +26 |
|  | 3.   | Sandvikens IF    | 58 | 30 | 17 | 7 | 6  | 62 | 34 | +28 |
|  | 4.   | IF Karlstad      | 57 | 30 | 18 | 3 | 9  | 62 | 33 | +29 |
|  | 5.   | Umeå FC          | 51 | 30 | 14 | 9 | 7  | 53 | 43 | +10 |
|  | 6.   | Sollentuna FK    | 47 | 30 | 14 | 5 | 11 | 55 | 50 | +5  |
|  | 7.   | Gefle            | 42 | 30 | 12 | 6 | 12 | 46 | 46 | 0   |
|  | 8.   | Piteå IF         | 37 | 30 | 10 | 7 | 13 | 39 | 45 | -6  |
|  | 9.   | IFK Haninge      | 37 | 30 | 10 | 7 | 13 | 36 | 47 | -11 |
|  | 10.  | Sylvia           | 36 | 30 | 11 | 3 | 16 | 51 | 49 | +2  |
|  | 11.  | Örebro Syrianska | 35 | 30 | 10 | 5 | 15 | 37 | 52 | -15 |
|  | 12.  | Hammarby TFF     | 28 | 30 | 7  | 7 | 16 | 40 | 57 | -17 |
|  | 13.  | Täby FK          | 28 | 30 | 7  | 7 | 16 | 50 | 69 | -19 |
|  | 14.  | Assyriska        | 28 | 30 | 8  | 4 | 18 | 40 | 68 | -28 |
|  | 15.  | IFK Luleå        | 26 | 30 | 7  | 5 | 18 | 38 | 59 | -21 |
|  | 16.  | Hudiksvalls FF   | 26 | 30 | 6  | 8 | 16 | 28 | 59 | -31 |

Legenda:
      Promosse in Superettan
 Ammessa agli spareggi
      Retrocesse in Division 2
Note:
Tre punti a vittoria, uno a pareggio, zero a sconfitta.

## Södra

### Squadre partecipanti
| Club            | Città            | Stadio            | Capienza |
| --------------- | ---------------- | ----------------- | -------- |
| Assyriska IK    | Jönköping        | Rosenlunds IP     | 1.500    |
| FC Trollhättan  | Trollhättan      | Edsborgs IP       | 5.100    |
| IFK Malmö       | Malmö            | Malmö Stadion     | 26.500   |
| Lindome GIF     | Lindome          | Lindevi IP        | 1.500    |
| Ljungskile      | Ljungskile       | Skarsjövallen     | 8.000    |
| Linköping City  | Linköping        | Bilbörsen Arena   | 8.300    |
| Lunds BK        | Lund             | Klostergårdens IP | 8.560    |
| Oskarshamns AIK | Oskarshamn       | Arena Oskarshamn  | 2.000    |
| Qviding         | Göteborg         | Valhalla IP       | 4.000    |
| Skövde AIK      | Skövde           | Södermalms IP     | 4.500    |
| Torns IF        | Stångby, Lund    | Tornvallen        | 1.500    |
| Tvååkers IF     | Tvååker, Varberg | Övrevi IP         | 1.000    |
| Utsiktens BK    | Göteborg         | Ruddalens IP      | 5.000    |
| Vänersborgs IF  | Vänersborg       | Vänersvallen      | 2.000    |
| Åtvidaberg      | Åtvidaberg       | Kopparvallen      | 8.000    |
| Österlen FF     | Skillinge        | Skillinge IP      | 1.000    |

### Classifica
|  | Pos. | Squadra         | Pt | G  | V  | N  | P  | GF | GS | DR  |
|  | ---- | --------------- | -- | -- | -- | -- | -- | -- | -- | --- |
|  | 1.   | Utsiktens BK    | 58 | 30 | 18 | 4  | 8  | 60 | 32 | +28 |
|  | 2.   | Skövde AIK      | 57 | 30 | 17 | 6  | 7  | 52 | 31 | +21 |
|  | 3.   | Oskarshamns AIK | 54 | 30 | 16 | 6  | 8  | 59 | 32 | +27 |
|  | 4.   | FC Trollhättan  | 54 | 30 | 15 | 9  | 6  | 52 | 33 | +19 |
|  | 5.   | Tvååkers IF     | 49 | 30 | 13 | 10 | 7  | 51 | 31 | +20 |
|  | 6.   | Ljungskile      | 46 | 30 | 12 | 10 | 8  | 52 | 36 | +16 |
|  | 7.   | Lunds BK        | 44 | 30 | 13 | 5  | 12 | 52 | 50 | +2  |
|  | 8.   | Qviding         | 39 | 30 | 10 | 9  | 11 | 41 | 44 | -3  |
|  | 9.   | Vänersborgs IF  | 38 | 30 | 11 | 5  | 14 | 46 | 52 | -6  |
|  | 10.  | Torns IF        | 38 | 30 | 11 | 5  | 14 | 44 | 59 | -15 |
|  | 11.  | IFK Malmö       | 37 | 30 | 9  | 10 | 11 | 35 | 45 | -10 |
|  | 12.  | Lindome GIF     | 36 | 30 | 10 | 6  | 14 | 44 | 46 | -2  |
|  | 13.  | Åtvidaberg      | 34 | 30 | 8  | 10 | 12 | 40 | 43 | -3  |
|  | 14.  | Assyriska IK    | 33 | 30 | 9  | 6  | 15 | 42 | 60 | -18 |
|  | 15.  | Österlen FF     | 31 | 30 | 8  | 7  | 15 | 47 | 63 | -16 |
|  | 16.  | Linköping City  | 16 | 30 | 4  | 4  | 22 | 28 | 88 | -60 |

Legenda:
      Promosse in Superettan
 Ammessa agli spareggi
      Retrocesse in Division 2
Note:
Tre punti a vittoria, uno a pareggio, zero a sconfitta.

## Spareggi

### Spareggi per la Ettan 2022
A causa del ritardo con cui la Division 2 è iniziata per via di restrizioni legate alla pandemia di COVID-19, gli spareggi che normalmente coinvolgevano le quartultime classificate dei due gironi sono stati annullati, con le due squadre che hanno dunque ottenuto la salvezza diretta.